# Pierre Lorillard III
Pierre Lorillard III (New York, 20 ottobre 1796 – New York, 23 dicembre 1867) è stato un imprenditore statunitense.

## Genealogia
Pierre Lorillard III era figlio Pierre Lorillard II (1764-1843) e Maria Dorothea Schultz (1770-1834). Suo nonno, Pierre Abraham Lorillard (1742-1776), imprenditore francese naturalizzato statunitense, aveva fondato attorno al 1760 la prima azienda produttrice di tabacco da fiuto del Nord America, ossia l'azienda che diventerà poi la Lorillard Tobacco Company (che da sempre sostiene di essere la più antica azienda del tabacco degli Stati Uniti d'America e del mondo), garantendo così il benessere a tutti i suoi discendenti.

## Carriera
L'azienda di famiglia fu presa in mano da suo padre e da suo zio George nel 1792, i quali costruirono anche una sede ben più grande presso il fiume Bronx, e Pierre venne coinvolto nella sua gestione attorno al 1820. Il suo nome è più conosciuto però per la fondazione e lo sviluppo del Tuxedo Club, sviluppatosi oggi nel villaggio di Tuxedo Park, nella contea di Orange, nello stato di New York, uno dei primi country club (ossia circoli sportivi privati) degli Stati Uniti d'America.
Tra il 1802 e il 1812, suo padre, Pierre Lorillard II, aveva comprato circa 2.400 km2 (600.000 acri) di terreno tra la contea di Orange e quella di Rockland, a ridosso del fiume Hudson, a circa un'ora di treno dalla città, dapprima per sfruttarne le riserve di ferro e poi per destinarlo alla produzione di legname; Pierre Lorillard III continuò a mantenerlo come attività per questa produzione incrementando la superficie di propria proprietà, ma dopo la sua morte, suo figlio, Pierre Lorillard IV, decise dapprima di trasformare quei luoghi in una riserva di caccia e pesca per sé e i suoi amici e poi di mettere in piedi un vero e proprio circolo privato costruendo in pochi mesi, a partire dal 1886, ben ventidue cottage, con relative strade ed acquedotti e vari impianti sportivi, attorno ad un piccolo lago conosciuto come Tuxedo Lake.
Lorillard è anche famoso per avere costruito l'edificio commerciale Italiante all'827 Broadway della città di New York (che all'epoca si trovava su una proprietà che la famiglia Lorillard mantenne fino al 1940).

## Vita privata
Lorillard si sposò con Catherine Griswold ed ebbe da lei sette figli:
- Pierre Lorillard IV (1833-1901), che sposò Emily Taylor (1841-1925)
- Catherine Lorillard (1835-1917), che sposò James Powell Kernochan (1831-1897)
- Jacob Lorillard (1839-1916), che sposò Frances Augusta Uhlhorn (1843-1896)
- Mary Lorrillard (1841-1926), che sposò Henry Isaac Barbey (1832-1906)
- George Lyndes Lorillard (1843-1886), che sposò Marie Louise La Farge, più tardi contessa di Agreda
- Louis Lasher Lorillard, che sposò Katherine Beekman
- Eva Lorillard (nata nel 1847), che sposò Lawrence Kip (1836-1899), figlio di William Ingraham Kip (1811-1893)